# Jack W. Szostak
Jack William Szostak (sinh 9 tháng 11 năm 1952) là một nhà sinh học người Mỹ, giáo sư về di truyền học tại Đại học Y Harvard. Ông nhận giải Nobel Sinh lý và Y khoa năm 2009 cùng với Elizabeth Blackburn và Carol Greider vì đã khám phá ra đoạn telomere của nhiễm sắc thể và cơ chế bảo vệ nhiễm sắc thể của enzym telomerase.
Tuy là công dân Mỹ nhưng Jack William Szostak sinh ra ở London và lớn lên tại Montreal. Ông học tại Riverdale High School (Quebec) rồi tốt nghiệp Đại học McGill. Sau đó, Jack William Szostak làm luận án tiến sĩ ở Đại học Cornell rồi về công tác tại Đại học Y Harvard. Hiện nay, ông là Giáo sư Đại học tại Đại học Chicago và còn làm việc tại Bệnh viện Đa khoa Massachusetts.